# ヒメコンドル
ヒメコンドル（Cathartes aura）は、鳥綱タカ目（コウノトリ目とする説もあり）コンドル科ヒメコンドル属に分類される鳥。ヒメコンドル属の模式種。英名Turkey vultureの由来は頭部がシチメンチョウに似ることから。

## 分布
北アメリカ大陸、南アメリカ大陸、フォークランド諸島

## 形態
全長約65-80 cm。嘴は鉤爪型で白く、翼は二種の色調の灰褐色。

## 生態
砂漠、草原、森林など様々な環境に生息する。
食性は腐肉食性で、主に動物の死体を食べる。嗅覚が発達しており、においをたよりに死体を探す。一説には16キロメートル先の匂いまで把握することができるという。生息地では交通事故で死んだ動物の腐肉を食べるため、道路わきでよく見られる。
滑空時には独特の翼の持ち上げ方と左右に何度も傾きを変える飛び方のため見分けがつきやすい。
繁殖時には巣を作らず、洞窟や低い崖の岩棚に直接産卵する。抱卵期間は約38-41日。